# Pancerniki typu Scharnhorst

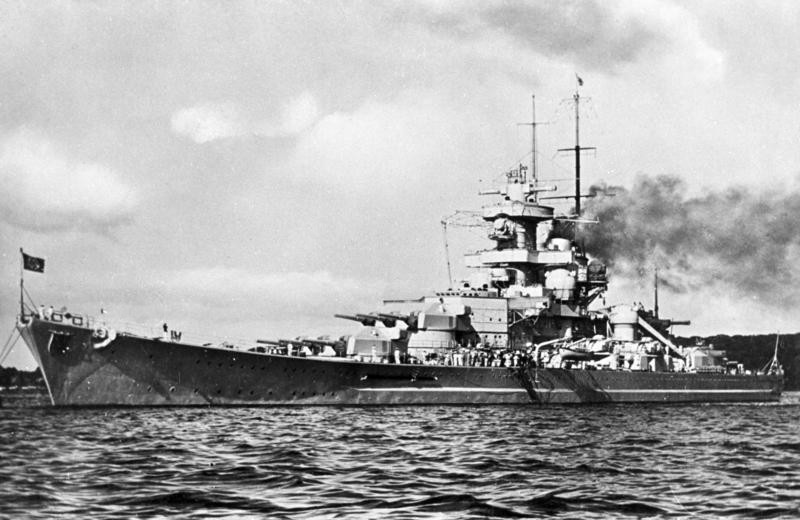
„Gneisenau” w porcie w 1939

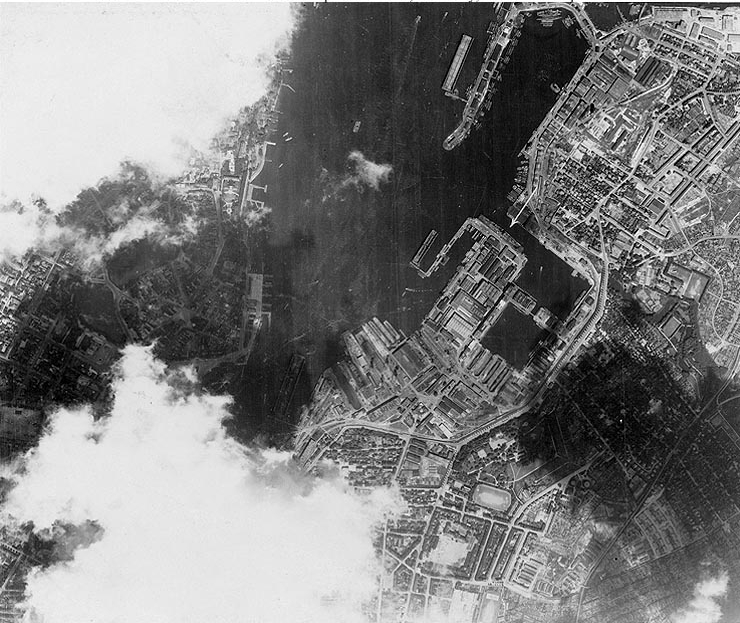
Zdjęcie lotnicze portu w Kilonii wykonane przez rozpoznawczy samolot Royal Air Force pomiędzy lutym a czerwcem 1942. Strzałka w centralnej części zdjęcia pokazuje pozycję pancernika „Scharnhorst”, który był wówczas remontowany w Kilonii po odniesieniu uszkodzeń podczas rajdu przez kanał La Manche

Pancerniki typu Scharnhorst – były pierwszymi okrętami liniowymi zbudowanymi dla Niemieckiej Marynarki Wojennej (Kriegsmarine) po I wojnie światowej. Klasyfikowane oryginalnie jako pancerniki (Schlachtschiffe), w literaturze anglojęzycznej określane bywały także jako krążowniki liniowe. Typ ten składał się z dwóch okrętów: „Scharnhorst” oraz „Gneisenau”. „Scharnhorst” został zwodowany jako pierwszy i dlatego nazwa typu wzięła się od jego nazwy, jednak w innych źródłach typ ten jest także nazywany typem Gneisenau, ponieważ położenie stępki pod „Gneisenau” odbyło się wcześniej niż u „Scharnhorst” i został on przyjęty do służby jako pierwszy. Okręty te stały się symbolem odbudowy potęgi Niemieckiej Marynarki Wojennej po traktacie wersalskim (1919). Uzbrojenie tych pancerników składało się z dziewięciu dział 283 mm (28 cm) umieszczonych w trzech wieżach, ale istniały niezrealizowane plany przezbrojenia tych okrętów w sześć dział 380 mm w trzech podwójnych wieżach.

## Historia
W 1935 roku, po podpisaniu traktatu morskiego z Wielką Brytanią, III Rzesza mogła rozbudować flotę, zmieniając jej nazwę na Kriegsmarine. Położenie stępek pod obydwa okręty odbyło w 1935, wodowanie późnym 1936 r., a przyjęcie do służby w Kriegsmarine w roku 1939. W pierwszym okresie II wojny światowej „Scharnhorst” oraz „Gneisenau” operowały razem, wykonując szereg rajdów na Atlantyk w celu zatapiania brytyjskich transportowców. Obydwa okręty wzięły udział w operacji Weserübung, niemieckiej inwazji na Norwegię. Podczas operacji w Norwegii, obydwa okręty wzięły udział w walce artyleryjskiej przeciwko brytyjskiemu krążownikowi liniowemu HMS „Renown” oraz zatopiły lotniskowiec HMS „Glorious”. Podczas walki z lotniskowcem „Scharnhorst” odnotował jedno z najdłuższych (pod względem odległości) trafień artyleryjskich w historii. „Scharnhorst” trafił HMS „Glorious” z odległości ok. 24 200 m. „Glorious” został trafiony przez trzy pociski artyleryjskie i zamienił się w płonący wrak. O godz. 19:00 okręt wywrócił się i zatonął. Na początku 1942 r. obydwa okręty przeprowadziły rajd na kanale La Manche przepływając przez niego z okupowanej Francji do Niemiec.
W końcu 1942 r. „Gneisenau” został poważnie uszkodzony podczas alianckiego nalotu na Kilonię. Na początku 1943 „Scharnhorst” popłynął wraz z pancernikiem „Tirpitz” do Norwegii w celu powstrzymania alianckich konwojów płynących z zaopatrzeniem do Związku Radzieckiego. „Scharnhorst” pod eskortą dużej ilości niszczycieli wypłynął z Norwegii w celu zaatakowania konwojów JW 55B i RA 55A, jednak niemiecka flota została wykryta przez brytyjskie patrole morskie. Podczas bitwy koło Przylądka Północnego pancernik Royal Navy HMS „Duke of York” zatopił „Scharnhorst”. W międzyczasie prace remontowe na „Gneisenau” się rozpoczęły i był on w procesie odbudowy. Jednak gdy „Scharnhorst” został zatopiony, prace remontowe na jego jednostce siostrzanej zostały wstrzymane. Ostatecznie została ona zatopiona w porcie w Gdyni w 1945 i tym samym Niemcy zablokowali nią wejście do portu. Wrak „Gneisenau” został wydobyty i pocięty na złom w latach 50. XX wieku.

## Służba
- „Scharnhorst” – zwodowany 3 października 1936, w służbie od 1939
- „Gneisenau” – zwodowany 8 grudnia 1936, w służbie od 1938

Okręty służyły podczas II wojny światowej, były bardzo nowoczesne, szybkie i zwrotne. Uczestniczyły m.in. w zatopieniu lotniskowca HMS „Glorious”.
„Scharnhorst” zatonął 26 grudnia 1943 roku podczas bitwy koło Przylądka Północnego w Norwegii, a „Gneisenau” został samozatopiony 28 marca 1945 celem zablokowania portu w Gdyni.

## Klasyfikacja
Okręty te były pierwszymi niemieckimi jednostkami klasyfikowanymi oficjalnie przez Kriegsmarine jako Schlachtschiff (pancernik). Poprzednie niemieckie pancerniki były klasyfikowane jako Linienschiffe (okręty liniowe) i Panzerschiffe (okręty pancerne).
Brytyjska Royal Navy klasyfikowała je jako krążowniki liniowe, ale już po zakończeniu wojny klasyfikowano je jako pancerniki Jane’s Fighting Ships 1940 wymienia typy Scharnhorst i Bismarck jako „pancerniki” (Schlachtschiffe) Druga z przeciwnych flot – United States Navy – klasyfikowała je jako pancerniki. W anglojęzycznych pracach naukowych czasem są klasyfikowane jako pancerniki, czasem jako krążowniki liniowe.